# Svartörad tangara
Svartörad tangara (Sphenopsis melanotis) är en fågel i familjen tangaror inom ordningen tättingar.

## Utbredning och systematik
Svartörad tangara delas in i tre underarter med följande utbredning:
- melanotis – västra Venezuela och centrala Colombia till centrala Ecuador
- berlepschi – Andernas östsluttning i norra och centrala Peru
- castaneicollis – Andernas östsluttning i sydöstra och Bolivia

Tidigare behandlades både ockrabröstad tangara (S. ochraceus) och piuratangara (S. piurae) som underarter till svartörad hemispingus. 

## Släktestillhörighet
Tidigare placerades svartörad tangara i släktet Hemispingus, men DNA-studier visar att de inte är varandras närmaste släktingar.

## Status
IUCN kategoriserar arten som livskraftig.